# Lovik Károly (író)
Lovik Károly (Budapest, 1874. március 9. – Budapest, 1915. április 19.) magyar író, újságíró, szabadkőműves, neves lószakértő.

## Élete és munkássága
1874-ben született Budapesten, egy Bálvány utcai házban. Korán árvaságra jutott, gyermekkorát eperjesi rokonságánál töltötte, majd ifjúként Kolozsvárott volt joghallgató. 1893-tól hírlapíró. 1898-ban felvették a Demokratia páholyba, amelynek hosszú időn keresztül aktív tagja volt. 1904-ben Kapus nevű lovával megnyerte az akkor nemzetközi lóversenyéletben is fontos Szent István-díjat. 1911-ben a Magyar Tudományos Akadémia a Vándormadár című regényét a Péczely-díjjal tüntette ki. Haláláig a Kiss József szerkesztette A Hét című folyóirat munkatársa.

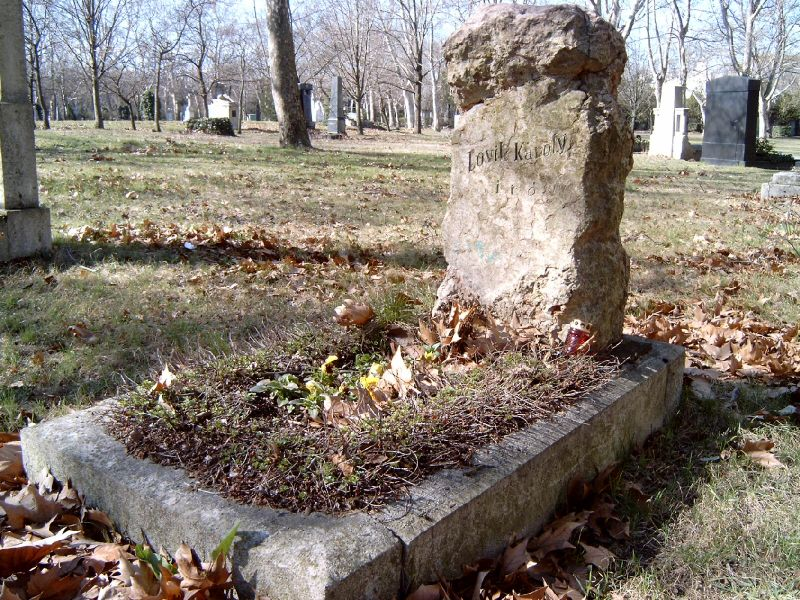
Lovik Károly sírja Budapesten. Kerepesi temető: 19/1-1-36.

Lovik Mikszáthon keresztül kapcsolódik a magyar elbeszélő hagyományokhoz. A romantikához közelálló ábrázolásmód elsősorban regényeire jellemző, bár első regénye, a Doktor Pogány egy kritikai realista mű, mely egy orvosnő reménytelen küzdelméről szól a női lét és munka társadalmi megbecsüléséért.
Bár regényei igen jól megírtak, nemzedéke java terméséhez tartoznak, igazi értékei novelláiban találhatók. Novelláskötetei olyan körképét adják kora úri világának, amely egyben ítélet is erről az életformáról.
Regényeiben és elbeszéléseiben a kor jellegzetes figurái sorakoznak: megalázott kishivatalnokok, agarászó vidéki dzsentrik, zsugori háztulajdonosok, kicsapongó szépasszonyok, unatkozó katonatisztek. Ábrázolásmódjában, epikai „valószerűség-felfogásában” a realizmus és az újromanticizmus között helyezkedik el.
Utolsó műve a korai halála miatt félbemaradt Görgey regény részlete.
A két háború között még megjelent egy-két posztumusz kötete, de utána lényegében elfelejtették. Az 1970-es években Illés Endre fedezte fel, majd az ezredforduló környékén jelentek meg újra a művei.

## Családja
Szülei: Lovik Adolf (1830–1883) jogtudós és Radler Mária voltak. Első felesége 1899–1910 között Somló Emma színésznő, második felesége 1910-től Loschitz Juliska volt. Első feleségétől született két gyermeke: 1899-ben Károly és 1901-ben Juliska (más forrás szerint a lánya a Milka (Kamilla) nevet viselte, későbbi forrás Gizella néven említi. Két testvére volt: Lovik Mariska és Lovik Béla.

## Bibliográfia

### Életében megjelent kötetei
- Leveles láda. Elbeszélések; Singer-Wolfner, Budapest, 1901 (Színes Könyvek)
- Doktor Pogány. Regény; Magyar Hírlap, Budapest, 1902
- A leányvári boszorkány. Regény; Singer és Wolfner, Budapest, 1904 (Vidám könyvek)
- A fecske meg a veréb (elbeszélések, 1905)
- Őszi rózsa; Singer-Wolfner, Budapest, 1907 (Modern magyar könyvtár)
- A kertelő agár. Regény; Singer és Wolfner, Budapest, 1907 (Egyetemes regénytár XXVI.)
- Az arany polgár. Regény; Singer-Wolfner, Budapest, 1908
- Vándormadár. Regény; Singer-Wolfner, Budapest, 1909 (Modern magyar könyvtár)
- A leányvári boszorkány. Regény; Singer és Wolfner, Budapest, 1910
- Egy barátságos ház története. Regény; Singer és Wolfner, Budapest, 1911 (Modern magyar könyvtár)
- A préda. Regény; Singer és Wolfner, Budapest, 1911 (Modern magyar könyvtár)
- Okosok és bolondok; Singer-Wolfner, Budapest, 1911
- A keresztúton; Singer-Wolfner, Budapest, 1914
- Egy elkésett lovag. Regényes följegyzések; Singer-Wolfner, Budapest, 1915

### Posztumusz kötetek
- Az arany kéz. Elbeszélések; Singer és Wolfner, Budapest, 1918
- Szergiusz és egyéb történetek; Lampel, Budapest, 1920 (Magyar könyvtár)
- Asszonyfej. Elbeszélések; Grill, Budapest, 1926 (A toll mesterei)
- A néma bűn. Válogatott elbeszélések; vál., bev. Illés Endre; Magvető, Budapest, 1956
- A kertelő agár; vál., utószó Illés Endre; Szépirodalmi, Budapest, 1970 (Magyar elbeszélők)
- Lovik Károly–Mészáros Tamás: Az aranypolgár; in: Az aranypolgár. Műsorok Pest-Buda egyesítésének 100. évfordulójára; NPI, Budapest, 1973 (Színjátszók kiskönyvtára)
- A kertelő agár (két regény, 1974)
- A leányvári boszorkány (regény, 1990)
- Egy elkésett lovag (regény, 1999)
- Árnyéktánc (válogatott elbeszélések, 1999)
- A lovassport története; Noran, Budapest, 2000 (Századok legendái)
- Der gerissene Windhund. Roman (A kertelő agár) / Der Goldbürger. Roman (Az aranypolgár); németre ford. Zachar Viktor; Kortina, Wien, 2008 (Literaturwunderland Ungarn)

## Szakirodalom
- Schöpflin Aladár: Magyar írók (1919)
- Thurzó Gábor (szerk.): Ködlovagok (1942)
- Szauder József, Magyar Csillag (1943)
- Illés Endre: A lefegyverzett író (1956)
- Rónay György, Irodalomtörténet (1958)
- Korek Valéria: A századelő három mesternovellistája; Aurora, München, 1987 (Aurora kiskönyvek)
- Thuróczy Gergely: Szecessziós stílusjegyek Lovik Károly Árnyéktánc című novellájában; In: Nyelv- és Irodalomtudományi Közlemények (Románia), 38. évf., 1994/2.